# Cotesfield (Nebraska)
Cotesfield es una villa ubicada en el condado de Howard en el estado estadounidense de Nebraska. En el Censo de 2010 tenía una población de 46 habitantes y una densidad poblacional de 33,89 personas por km².

## Geografía
Cotesfield se encuentra ubicada en las coordenadas 41°21′27″N 98°38′1″O / 41.35750, -98.63361. Según la Oficina del Censo de los Estados Unidos, Cotesfield tiene una superficie total de 1.36 km², de la cual 1.36 km² corresponden a tierra firme y (0%) 0 km² es agua.

## Demografía
Según el censo de 2010, había 46 personas residiendo en Cotesfield. La densidad de población era de 33,89 hab./km². De los 46 habitantes, Cotesfield estaba compuesto por el 93.48% blancos, el 0% eran afroamericanos, el 2.17% eran amerindios, el 0% eran asiáticos, el 0% eran isleños del Pacífico, el 0% eran de otras razas y el 4.35% pertenecían a dos o más razas. Del total de la población el 0% eran hispanos o latinos de cualquier raza.